# Kruplin-Parcela
Kruplin-Parcela – część wsi Kruplin Radomszczański w Polsce, położona w województwie łódzkim, w powiecie pajęczańskim, w gminie Nowa Brzeźnica. Wchodzi w skład sołectwa Kruplin Radomszczański.
W latach 1975–1998 Kruplin-Parcela administracyjnie należał do województwa częstochowskiego.